# Кароматов, Давурхон Фозил угли
Давурхон Фозил угли Кароматов (узб. Davurxon Fozil o‘g‘li Karomatov; род. 25 октября 1998 года, Узбекистан) ― узбекский дзюдоист-паралимпиец, выступающий в весовой категории до 81 кг. В 2021 году на XVI Летних Паралимпийских играх выиграл серебряную медаль. Победитель и призёр Чемпионатов Азии, этапов Гран-при и Кубка мира.

## Карьера
В 2017 году на Чемпионате Азии по дзюдо среди слепых и слабовидящих в Ташкенте выиграл серебряную медаль в весовой категории до 73 кг, проиграв в финале соотечественнику Фируз Саидов.
В 2019 году на этапе Гран-при по дзюдо для слепых и слабовидящих в Ташкенте в весовой категории до 81 кг в финале одержал победу над украинским дзюдоистом Дмитро Соловей. На этапе Гран-при в Баку (Азербайджан) повторил успех и снова завоевал золотую медаль, победив в финале азербайджанца Хусейна Рахимли. На Чемпионате Азии по дзюдо среди слепых и слабовидящих в Атырау (Казахстан) в своей весовой категории завоевал золотую медаль, победив японского дзюдоиста Арамитсу Китазоно.
В 2020 году на этапе Кубка мира по дзюдо в Тбилиси (Грузия) в своей весовой категории выиграл бронзовую медаль. В 2021 году на этапе Гран-при по дзюдо среди слепых и слабовидящих в Баку выиграл золотую медаль в своей весовой категории. На Летних Паралимпийских играх в Токио (Япония) в своей весовой категории в финале проиграл азербайджанскому дзюдоисту Хусейну Рахимли и таким образом завоевал серебряную медаль игр.

## Биография
В 2018 году поступил на факультет физической культуры в Каршинский государственный университет. В 2021 году указом президента Узбекистана Шавката Мирзиёева награждён государственной премией «Мард углон» («Храбрый сын»). В этом же году указом президента Узбекистана Шавката Мирзиёева награждён званием «Заслуженный спортсмен Республики Узбекистан».